# 世界滾球運動聯合總會
世界滾球運動聯合總會（法語：Confédération Mondiale des Sports de Boules，CMSB）是一個成立於1985年，並受到國際奧林匹克委員會認可，專門管轄國際滾球事務（法式滾球、羅納西滾球、銳發滾球）的組織。
目前，世界滾球運動聯合總會共有161個成員國加盟，其總部設在摩納哥蒙地卡羅。

## 歷史
世界滾球運動聯合總會在1985年12月21日，由三個國際滾球組織在蒙地卡羅所組成：
- 國際法式滾球運動總會（Fédération Internationale de Pétanque et Jeu Provençal）
- 國際羅納西滾球運動總會（Fédération Internationale de Boules）
- 國際銳發滾球運動總會（Confederazione Boccistica Internazionale）

為了遊說國際奧林匹克委員會，使滾球運動成為夏季奧運會的一部分，國際草地滾球運動總會也曾經於2003年至2013年間，加入世界滾球運動聯合總會運作。
滾球運動至目前為止，尚未被認定為夏季奧運的正式項目，儘管如此，世界滾球運動聯合總會每年都持續重新提交申請。

## 認可
世界滾球運動聯合總會是受到以下國際聯合會所認可的體育組織：
- 國際奧林匹克委員會
- 國際奧會承認運動總會聯合會（英语：Association of IOC Recognised International Sports Federations）
- 國際單項運動總會聯合會[3]

## 外部連結
- 官方網站